# مسجد قراملك
مسجد قراملك هو مسجد تاريخي يعود إلى عصر الدولة الصفوية، ويقع في تبريز.